# Pero packardi
Pero packardi là một loài bướm đêm trong họ Geometridae.